# يوليو بودولا
يوليو بودولا (26 فبراير 1912 - 10 سبتمبر 1992) لاعب كرة قدم روماني مجري راحل كان يجيد اللعب في خط الهجوم.
لعب طوال مسيرته الرياضية في أندية براشوفيا براشوف (1922-1929) أوراديا (1929-1937) فينوس بوخارست (1937-1940) ناغيفارادي (1940-1945) فيرار كلوج (1945-1946) إم تي كيه هنغاريا (1946-1949).
مثل منتخب رومانيا في 48 مباراة مسجلا 30 هدف (1931-1939). شارك مع منتخب رومانيا في بطولة كأس العالم 1934 في إيطاليا حيث خرج من الدور الثمن النهائي وفي بطولة كأس العالم 1938 في فرنسا حيث خرج من الدور الثمن النهائي بعد مباراة الإعادة.
كما مثل منتخب المجر في 13 مباراة مسجلا 4 أهداف (1940-1948).
تولى تدريب أندية شولنوكي ماف (1950-1951) هالاداس (1951-1953) بيشي فسك (1953-1954) كوملوي بانياش (1954-1957) بيشي فسك (1957-1959) غيولاي سي (1959-1960) ديوسغيوري فتك (1960-1961) سالغوتارياني بتك (1963) أورموسبانياي بانياش (1964-1971).

## وصلات خارجية
- يوليو بودولا على موقع الاتحاد الدولي (مؤرشف)  (الإنجليزية)
- يوليو بودولا على موقع قاعدة بيانات كرة القدم.إي يو (الإنجليزية)
- يوليو بودولا على موقع بيانات كرة القدم. دي إي (الألمانية)
- يوليو بودولا على موقع ناشيونال فوتبول تيمز (الإنجليزية)
- يوليو بودولا على موقع عالم كرة القدم.نت (الإنجليزية)
- سيرة ذاتية